# Баба, Хоми
Хоми Бха́бха (англ. Homi K. Bhabha, род. 1949, Бомбей, Индия) — американский исследователь постколониализма индийского происхождения. Профессор английского и американского языка и литературы в Гарвардском университете. Автор многих ключевых понятий современной постколониальной теории, таких как гибридность, мимикрия и амбивалентность. Согласно теории Баба, эти понятия описывают способы сопротивления колонизированных власти колонизатора. Теории Баба были сформулированы под влиянием Франца Фанона, Жака Деррида, Мишеля Фуко и Эдварда Саида и используют междисциплинарный подход.

## Биография
Родился в семье парсов в Бомбее. Учился в школе Св. Марии, Университете Бомбея и в Оксфордском университете. Сначала преподавал в Сассекском университете. Занимал должность профессора в Принстонском и Пенсильванском университетах, Университете Чикаго, университетском колледже Лондона и в Гарвардском университете.

## Избранные публикации
- (Ed.) "Nation and Narration", Routledge (1990; ISBN 0-415-01483-2)
- "The Location of Culture", Routledge (1994; ISBN 0-415-05406-0)
- "Edward Said Continuing the Conversation", co-ed. with W. J. T. Mitchell (originally an issue of Critical Inquiry"), 2005. ISBN 0-226-53203-8
- «Cosmopolitanisms» in "Public Culture" 12.3, eds Sheldon I. Pollock, Homi K. Bhabha, Carol Breckenridge, Arjun Appadurai, and Dipesh Chakrabarty, 2000.
- «In a Spirit of Calm Violence», 1993.
- «Modernity, Culture, and The Jew», eds Laura Marcus & Bryan Cheyette, 1998.
- «On The Choice», 2000.
- «V. S. Naipaul», 2001
- «Democracy De-Realized», 2002.
- «On Writing Rights», 2003.
- «Making Difference: The Legacy of the Culture Wars», 2003.
- «Adagio», 2004.
- «Still Life», 2004.
- Foreword to "The Wretched of the Earth" by Frantz Fanon, transl. Richard Philcox, 2004.
- «Framing Fanon», 2005.
- «Without Boundary», with Fereshteh Daftari and Orhan Pamuk, 2006.
- «The Black Savant and the Dark Princess», 2006.